# Melochia sergipana
Melochia sergipana är en malvaväxtart som beskrevs av H. da Costa Monteiro Filho. Melochia sergipana ingår i släktet Melochia och familjen malvaväxter. Inga underarter finns listade i Catalogue of Life.